# Hector (programme)
Pour les articles homonymes, voir Hector (homonymie).
Hector était un programme musical permanent édité par Radio France créé en 1989. Il a été remplacé par France Vivace en 2005. 
Radio France disposait de deux autres programmes musicaux : Modulation France et FIP, qui étaient utilisés par les antennes locales de Radio France (remplacées aujourd'hui par le réseau France Bleu).

## Histoire
Créé en 1989 sur demande du Ministère de la Culture, pour être diffusé par le satellite TDF 1 avec le programme Victor (France Culture Europe), le programme musical Hector était diffusé en continu 24h/24 sur le câble, le satellite, et Internet, et était également diffusé par France Musique la nuit de 1h à 7h du matin,. Les noms des deux programmes étaient des hommages au compositeur Hector Berlioz et à l'homme de lettres Victor Hugo.
Hector a été utilisé comme programme commun sur les antennes de Radio France certains jours de grève.
Hector est remplacé le 15 décembre 2005 par France Vivace,.